# Élections sénatoriales de 2023 dans la Mayenne
Les élections sénatoriales de 2023 dans la Mayenne ont lieu le dimanche 24 septembre 2023. Elles ont pour but d'élire les deux sénateurs représentant le département au Sénat pour un mandat de six années.

## Contexte départemental
Lors des élections sénatoriales de 2017 dans la Mayenne, Élisabeth Doineau (UDI) a été réélu sénatrice et Guillaume Chevrollier (LR) élu.
Depuis, tous les effectifs du collège électoral des grands électeurs ont été renouvelés, avec les élections législatives de 2022, les élections régionales de 2021, les élections départementales de 2021 et les élections municipales de 2020.

## Sénateurs sortants
| Sénateur | Sénateur              | Parti | Fonctions lors de l'élection en 2017           |
| -------- | --------------------- | ----- | ---------------------------------------------- |
|          | Élisabeth Doineau     | DVD   | Sénatrice sortante, conseillère départementale |
|          | Guillaume Chevrollier | LR    |                                                |

## Présentation des candidats et des suppléants
Les nouveaux représentants sont élus pour une législature de 6 ans au suffrage universel indirect par les environ 900 grands électeurs du département. Dans la Mayenne, les sénateurs sont élus au scrutin majoritaire plurinominal. Le nombre reste inchangé, deux sénateurs sont à élire. 
| T/S | Candidats | Candidats             | Parti | Principales fonctions                                 |
| --- | --------- | --------------------- | ----- | ----------------------------------------------------- |
| T   |           | Nicole Nogami         | LFI   |                                                       |
| S   |           | Abdel-Bast Hadoudy    | LFI   |                                                       |
|     |           |                       |       |                                                       |
| T   |           | Antoine Caplan        | PS    | Conseiller départemental, adjoint au maire de Laval   |
| S   |           | Mélanie Firmesse      | PS    | Conseillère municipale de Saint-Fraimbault-de-Prières |
|     |           |                       |       |                                                       |
| T   |           | Sophie Leterrier      | EÉLV  | Adjointe au maire d'Andouillé                         |
| S   |           | Michel Perrier        | EÉLV  | Conseiller municipal de Bonchamp-les-Laval            |
|     |           |                       |       |                                                       |
| T   |           | Adélaïde Dejardin     | UDI   | Maire déléguée de Saint-Christophe-du-Luat            |
| S   |           | Vincent Saulnier      | UDI   | Conseiller départemental                              |
|     |           |                       |       |                                                       |
| T   |           | Élisabeth Doineau     | DVD   | Sénatrice sortante, conseillère départementale        |
| S   |           | Gilles Ligot          | UDI   | Conseiller régional, maire de Vautorte                |
|     |           |                       |       |                                                       |
| T   |           | Guillaume Chevrollier | LR    | Sénateur sortant                                      |
| S   |           | Magali d’Argentré     | LR    | Conseillère départementale, adjointe au maire d'Aron  |
|     |           |                       |       |                                                       |
| T   |           | Jean-Michel Cadenas   | RN    |                                                       |
| S   |           | Paule Veyre de Soras  | RN    |                                                       |

## Résultats
| Candidats                | Candidats                | Parti                    | Nuance                   | Premier tour | Premier tour | Second tour | Second tour |
| Candidats                | Candidats                | Parti                    | Nuance                   | Voix         | %            | Voix        | %           |
| ------------------------ | ------------------------ | ------------------------ | ------------------------ | ------------ | ------------ | ----------- | ----------- |
|                          | Élisabeth Doineau        | SE                       | DVD                      | 525          | 59,59        |             |             |
|                          | Guillaume Chevrollier    | LR                       | LR                       | 426          | 48,35        | 467         | 53,19       |
|                          | Antoine Caplan           | PS                       | SOC                      | 345          | 39,16        | 391         | 44,53       |
|                          | Adélaïde Dejardin        | UDI                      | UDI                      | 138          | 15,66        | Retrait     | Retrait     |
|                          | Sophie Leterrier         | EÉLV                     | VEC                      | 127          | 14,42        | Retrait     | Retrait     |
|                          | Jean-Michel Cadenas      | RN                       | RN                       | 33           | 3,75         | 20          | 2,28        |
|                          | Nicole Nogami            | LFI                      | FI                       | 12           | 1,36         | Retrait     | Retrait     |
|                          |                          |                          |                          |              |              |             |             |
| Suffrages exprimés       | Suffrages exprimés       | Suffrages exprimés       | Suffrages exprimés       | 881          | 99,21        | 878         | 99,10       |
| Votes blancs             | Votes blancs             | Votes blancs             | Votes blancs             | 5            | 0,56         | 6           | 0,68        |
| Votes nuls               | Votes nuls               | Votes nuls               | Votes nuls               | 2            | 0,23         | 2           | 0,23        |
| Total                    | Total                    | Total                    | Total                    | 888          | 100          | 886         | 100         |
| Abstention               | Abstention               | Abstention               | Abstention               | 5            | 0,56         | 7           | 0,78        |
| Inscrits / participation | Inscrits / participation | Inscrits / participation | Inscrits / participation | 893          | 99,44        | 893         | 99,22       |